# Ocean Racing Technology

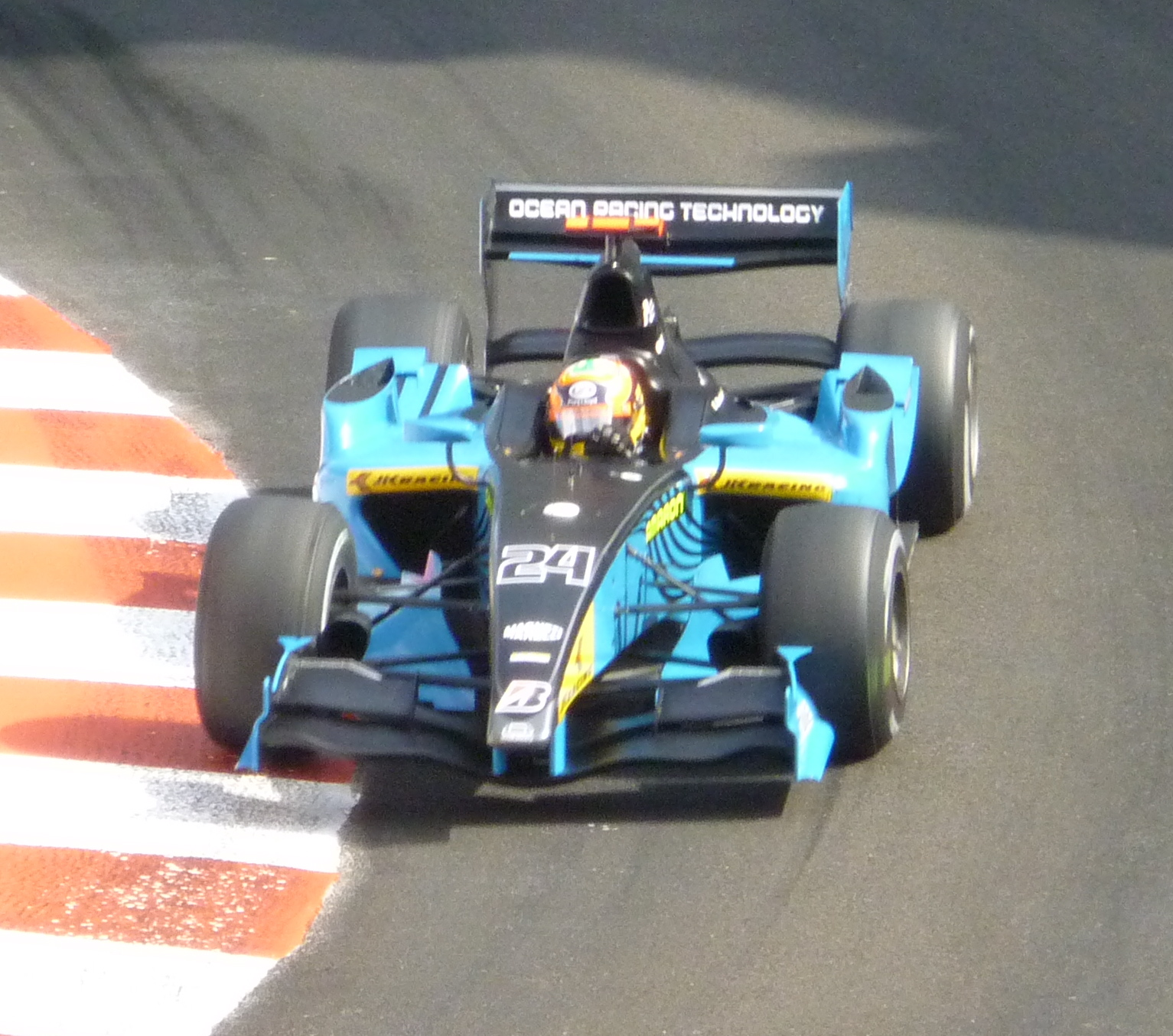
Karun Chandhok w bolidzie Ocean Racing Technology na torze w Monako podczas rundy w sezonie Seria GP2 - sezon 2009.

Ocean Racing Technology – portugalski zespół startujący w wyścigach samochodowych. Startował w serii GP2 w latach 2005–2012, a w latach 2005–2006 w serii A1 Grand Prix. W latach 2003–2004 zawitał także w Formule 3000. Poza tym wystartował we wszystkich sezonach azjatyckiej serii GP2. W sezonie 2012 dołączył do stawki serii GP3.

## Starty

### Seria GP2
W latach 2005–2008 tabela uwzględnia wyniki zespołu BCN Competición.
| Rok  | Bolid              | Kierowcy           | Wygrane | PP | NO | Pkt | M.K. | M.Z. |
| ---- | ------------------ | ------------------ | ------- | -- | -- | --- | ---- | ---- |
| 2005 | Dallara-Mecachrome | Ernesto Viso       | 0       | 0  | 1  | 21  | 12   | 9    |
| 2005 | Dallara-Mecachrome | Hiroki Yoshimoto   | 0       | 0  | 1  | 24  | 16   | 9    |
| 2006 | Dallara-Mecachrome | Timo Glock         | 0       | 0  | 0  | 5   | 4    | 9    |
| 2006 | Dallara-Mecachrome | Hiroki Yoshimoto   | 0       | 0  | 0  | 12  | 15   | 9    |
| 2006 | Dallara-Mecachrome | Luca Filippi       | 0       | 0  | 0  | 7   | 19   | 9    |
| 2007 | Dallara-Mecachrome | Ho-Pin Tung        | 0       | 0  | 0  | 4   | 23   | 13   |
| 2007 | Dallara-Mecachrome | Sakon Yamamoto     | 0       | 0  | 0  | 0   | 30   | 13   |
| 2007 | Dallara-Mecachrome | Markus Niemelä     | 0       | 0  | 0  | 0   | 31   | 13   |
| 2007 | Dallara-Mecachrome | Henri Karjalainen  | 0       | 0  | 0  | 0   | NC   | 13   |
| 2008 | Dallara-Mecachrome | Paolo Maria Nocera | 0       | 0  | 0  | 0   | 34   | 12   |
| 2008 | Dallara-Mecachrome | Adrián Vallés      | 0       | 0  | 0  | 5   | 21   | 12   |
| 2008 | Dallara-Mecachrome | Miloš Pavlović     | 0       | 0  | 0  | 0   | 32   | 12   |
| 2008 | Dallara-Mecachrome | Carlos Iaconelli   | 0       | 0  | 0  | 0   | 29   | 12   |
| 2009 | Dallara-Mecachrome | Karun Chandhok     | 0       | 0  | 0  | 10  | 18   | 9    |
| 2009 | Dallara-Mecachrome | Álvaro Parente     | 1       | 1  | 1  | 30  | 8    | 9    |
| 2010 | Dallara-Mecachrome | Max Chilton        | 0       | 0  | 0  | 3   | 25   | 12   |
| 2010 | Dallara-Mecachrome | Fabio Leimer       | 1       | 0  | 1  | 8   | 19   | 12   |
| 2011 | Dallara-Mecachrome | Kevin Mirocha      | 0       | 0  | 0  | 0   | 22   | 12   |
| 2011 | Dallara-Mecachrome | Brendon Hartley    | 0       | 0  | 0  | 4   | 19   | 12   |
| 2011 | Dallara-Mecachrome | Johnny Cecotto Jr. | 0       | 0  | 0  | 0   | 24   | 12   |
| 2012 | Dallara-Mecachrome | Jon Lancaster      | 0       | 0  | 0  | 0   | 22   | 11   |
| 2012 | Dallara-Mecachrome | Brendon Hartley    | 0       | 0  | 0  | 1   | 25   | 11   |
| 2012 | Dallara-Mecachrome | Victor Guerin      | 0       | 0  | 0  | 0   | 30   | 11   |
| 2012 | Dallara-Mecachrome | Nigel Melker       | 0       | 0  | 0  | 25  | 19   | 11   |

### Seria GP3
| Rok  | Bolid           | Kierowcy      | Wyścigi | Wygrane | PP | NO | Pkt | M.K. | M.Z. |
| ---- | --------------- | ------------- | ------- | ------- | -- | -- | --- | ---- | ---- |
| 2012 | Dallara-Renault | Carmen Jordá  | 16      | 0       | 0  | 0  | 0   | 28   | 7    |
| 2012 | Dallara-Renault | Kevin Ceccon  | 16      | 0       | 0  | 2  | 56  | 9    | 7    |
| 2012 | Dallara-Renault | Robert Cregan | 16      | 0       | 0  | 0  | 0   | 22   | 7    |

#### Azjatycka seria GP2
Tabela uwzględnia wyniki zespołu BCN Competición w roku 2008.
| Rok       | Bolid              | Kierowcy          | Wyścigi | Wygrane | PP | NO | Pkt | M.K. | M.Z. |
| --------- | ------------------ | ----------------- | ------- | ------- | -- | -- | --- | ---- | ---- |
| 2008      | Dallara-Mecachrome | Miloš Pavlović    | 10      | 0       | 0  | 0  | 6   | 16   | 12   |
| 2008      | Dallara-Mecachrome | Jason Tahincioglu | 10      | 0       | 0  | 0  | 0   | 22   | 12   |
| 2008/2009 | Dallara-Mecachrome | Yelmer Buurman    | 6       | 0       | 0  | 0  | 4   | 19   | 11   |
| 2008/2009 | Dallara-Mecachrome | Karun Chandhok    | 2       | 0       | 0  | 0  | 0   | 26   | 11   |
| 2008/2009 | Dallara-Mecachrome | Hiroki Yoshimoto  | 2       | 0       | 0  | 0  | 0   | 24   | 11   |
| 2008/2009 | Dallara-Mecachrome | Fabrizio Crestani | 9       | 0       | 0  | 0  | 0   | 28   | 11   |
| 2008/2009 | Dallara-Mecachrome | Luca Filippi      | 2       | 0       | 0  | 0  | 0   | NS   | 11   |
| 2009/2010 | Dallara-Mecachrome | Alexander Rossi   | 4       | 1       | 1  | 0  | 18  | 5    | 9    |
| 2009/2010 | Dallara-Mecachrome | Max Chilton       | 2       | 0       | 0  | 0  | 2   | 18   | 9    |
| 2009/2010 | Dallara-Mecachrome | Yelmer Buurman    | 4       | 0       | 0  | 0  | 0   | 21   | 9    |
| 2009/2010 | Dallara-Mecachrome | Fabio Leimer      | 7       | 0       | 0  | 0  | 0   | 31   | 9    |
| 2011      | Dallara-Mecachrome | Andrea Caldarelli | 4       | 0       | 0  | 0  | 0   | 21   | 12   |
| 2011      | Dallara-Mecachrome | Oliver Turvey     | 4       | 0       | 0  | 0  | 0   | 16   | 12   |

### A1 Grand Prix
| Rok       | Bolid      | Kierowcy             | Wygrane | PP | NO | Pkt | M.Z. |
| --------- | ---------- | -------------------- | ------- | -- | -- | --- | ---- |
| 2005/2006 | Lola-Zytek | A1 Team South Africa | 0       | 0  | 0  | 20  | 17   |

### Formuła 3000
| Rok  | Bolid                  | Kierowcy              | Wygrane | PP | NO | Pkt | M.K. | M.Z. |
| ---- | ---------------------- | --------------------- | ------- | -- | -- | --- | ---- | ---- |
| 2003 | Lola B02/50-Zytek Judd | Rob Nguyen            | 0       | 0  | 0  | 5   | 15   | 9    |
| 2003 | Lola B02/50-Zytek Judd | Valerio Scassellati   | 0       | 0  | 0  | 0   | NS   | 9    |
| 2003 | Lola B02/50-Zytek Judd | Alessandro Piccolo    | 0       | 0  | 0  | 0   | NS   | 9    |
| 2003 | Lola B02/50-Zytek Judd | Will Langhorne        | 0       | 0  | 0  | 0   | NS   | 9    |
| 2003 | Lola B02/50-Zytek Judd | Marc Hynes            | 0       | 0  | 0  | 0   | NS   | 9    |
| 2003 | Lola B02/50-Zytek Judd | Giovanni Berton       | 0       | 0  | 0  | 0   | NS   | 9    |
| 2003 | Lola B02/50-Zytek Judd | Ferdinando Monfardini | 0       | 0  | 0  | 0   | NS   | 9    |
| 2004 | Lola B2/50-Zytek       | Enrico Toccacelo      | 1       | 1  | 0  | 56  | 2    | 2    |
| 2004 | Lola B2/50-Zytek       | Esteban Guerrieri     | 0       | 0  | 0  | 28  | 6    | 2    |